# Glenroy Gilbert
Glenroy John Gilbert (Port of Spain, 31 de agosto de 1968) é um ex-velocista e campeão olímpico e mundial canadense. Fez parte da geração de ouro de velocistas do Canadá nos anos 90, que ganhou um título olímpico e dois títulos mundiais no revezamento 4X100 m rasos.
Nascido em Trinidad e Tobago e emigrado para o Canadá, fez sua estreia em Jogos Olímpicos em Seul 1988 no salto em distância, sem conseguir destaque. Depois de nova participação despercebida em Barcelona 1992, sua primeira medalha internacional importante foi um bronze no Campeonato Mundial de Atletismo de 1993, em Stuttgart, Alemanha, integrando o 4X100 m canadense. A partir de 1995, com Donovan Bailey, Bruny Surin e Robert Esmie, Gilbert formou um revezamento que seria imbatível nos mais importantes eventos de atletismo dos anos seguintes. Em 1995, conquistou a medalha de ouro dos 100 m nos Jogos Pan-americanos de Mar del Plata. Com os companheiros, foi campeão mundial em Gotemburgo 1995 e Atenas 1997.
O grande momento veio em Atlanta 1996, quando a equipe canadense derrotou o revezamento norte-americano, que dava sua vitória como absolutamente certa, dentro de casa, afirmando-se como a melhor equipe de velocidade do mundo. Em Atlanta, Gilbert conquistou sua medalha de ouro olímpica, integrando este revezamento.
Encerrou sua carreira após Sydney 2000, onde os canadenses foram eliminados na semifinal, passando a trabalhar num rádio de esportes do país e hoje é o técnico da equipe de revezamento canadense. Em 2008, foi empossado no Canada's Sports Hall of Fame como integrante do revezamento campeão olímpico e mundial.